# Geodia atlantica
Geodia atlantica är en svampdjursart som beskrevs av Stephens 1915. Geodia atlantica ingår i släktet Geodia och familjen Geodiidae.
Artens utbredningsområde är havet kring Irland. Inga underarter finns listade i Catalogue of Life.